# Championnats d'Europe de course sur route
Les Championnats d'Europe de course sur route (en anglais: European Running Championships) sont la compétition bisannuelle qui désigne les champions d'Europe de course sur route hors stade. Crée en 2025, ils se déroulent tous les deux ans, les années impaires, en alternance avec les championnats en plein air
À partir de 2025, ils décernent les titres pour le marathon et le semi-marathon. L'épreuve du 10 kilomètres complète le programme.

## Éditions
| Année | Date         | Ville             | Pays     |
| ----- | ------------ | ----------------- | -------- |
| 2025  | 12–13 avril  | Bruxelles-Louvain | Belgique |
| 2027  | 17–18 avril  | Belgrade          | Serbie   |
| 2029  | À déterminer | Utrecht           | Pays-Bas |